# Châu Sơn (phường)
Châu Sơn là một phường miền núi thuộc tỉnh Ninh Bình, Việt Nam.

## Địa lý
Châu Sơn nằm cách phường Hoa Lư - trung tâm tỉnh lỵ Ninh Bình 36 km về phía Bắc, có vị trí địa lý:
- Phía đông và đông bắc giáp xã Liêm Hà và phường Phủ Lý.
- Phía tây bắc giáp phường Lý Thường Kiệt.
- Phía nam giáp xã Tân Thanh.
- Phía bắc giáp phường Phù Vân.

Phường Châu Sơn	có diện tích:	17,45	km², 	dân số:	33.348	người, mật độ dân số: 	1911	người/km². 	
Đây là đơn vị có diện tích xếp thứ:	121	số dân xếp thứ: 	48	và mật độ dân số xếp thứ: 	14	ở Ninh Bình.
Phường Châu Sơn cũng là nơi có sông Đáy chảy qua.

## Lịch sử
Theo Nghị quyết số 1674/NQ-UBTVQH15 ngày 16/6/2025 về sắp xếp các đơn vị hành chính cấp xã của tỉnh Ninh Bình năm 2025, sắp xếp toàn bộ diện tích tự nhiên, quy mô dân số của phường Thanh Tuyền, phường Châu Sơn và thị trấn Kiện Khê thành phường mới có tên gọi là phường Châu Sơn.